# ISO 3166-2:RU
ISO 3166-2:RU – kody ISO 3166-2 dla Rosji.
Kody ISO 3166-2 to część standardu ISO 3166 publikowanego przez Międzynarodową Organizację Normalizacyjną. Kody te są przypisywane głównym jednostkom podziału administracyjnego, takim jak np. województwa czy stany, każdego kraju posiadającego kod w standardzie ISO 3166-1.
Aktualnie (2019) dla Rosji zdefiniowano kody dla 46 obwodów, 21 republik, 9 krajów, 4 okręgów autonomicznych,  2 miast wydzielonych i 1 obwodu autonomicznego.
Pierwsza część oznaczenia to kod Rosji zgodnie z ISO 3166-1, natomiast druga część oznaczenia znajdująca się po myślniku to dwuliterowy lub trzyliterowy kod jednostki administracyjnej.

## Kody ISO
| Kod ISO | Nazwa jednostki administracyjnej            | Rodzaj jednostki administracyjnej |
| ------- | ------------------------------------------- | --------------------------------- |
| RU-AD   | Republika Adygei                            | republika                         |
| RU-AL   | Republika Ałtaju                            | republika                         |
| RU-ALT  | Kraj Ałtajski                               | kraj                              |
| RU-AMU  | Obwód amurski                               | obwód                             |
| RU-ARK  | Obwód archangielski                         | obwód                             |
| RU-AST  | Obwód astrachański                          | obwód                             |
| RU-BA   | Republika Baszkortostanu                    | republika                         |
| RU-BEL  | Obwód biełgorodzki                          | obwód                             |
| RU-BRY  | Obwód briański                              | obwód                             |
| RU-BU   | Republika Buriacji                          | republika                         |
| RU-CE   | Republika Czeczeńska                        | republika                         |
| RU-CHE  | Obwód czelabiński                           | obwód                             |
| RU-CHU  | Czukocki Okręg Autonomiczny                 | okręg autonomiczny                |
| RU-CU   | Republika Czuwaska                          | republika                         |
| RU-DA   | Republika Dagestanu                         | republika                         |
| RU-IN   | Republika Inguszetii                        | republika                         |
| RU-IRK  | Obwód irkucki                               | obwód                             |
| RU-IVA  | Obwód iwanowski                             | obwód                             |
| RU-KAM  | Kraj Kamczacki                              | kraj                              |
| RU-KB   | Republika Kabardyjsko-Bałkarska             | republika                         |
| RU-KC   | Republika Karaczajsko-Czerkieska            | republika                         |
| RU-KDA  | Kraj Krasnodarski                           | kraj                              |
| RU-KEM  | Obwód kemerowski                            | obwód                             |
| RU-KGD  | Obwód królewiecki                           | obwód                             |
| RU-KGN  | Obwód kurgański                             | obwód                             |
| RU-KHA  | Kraj Chabarowski                            | kraj                              |
| RU-KHM  | Chanty-Mansyjski Okręg Autonomiczny – Jugra | okręg autonomiczny                |
| RU-KIR  | Obwód kirowski                              | obwód                             |
| RU-KK   | Republika Chakasji                          | republika                         |
| RU-KL   | Republika Kałmucji                          | republika                         |
| RU-KLU  | Obwód kałuski                               | obwód                             |
| RU-KO   | Republika Komi                              | republika                         |
| RU-KOS  | Obwód kostromski                            | obwód                             |
| RU-KR   | Republika Karelii                           | republika                         |
| RU-KRS  | Obwód kurski                                | obwód                             |
| RU-KYA  | Kraj Krasnojarski                           | kraj                              |
| RU-LEN  | Obwód leningradzki                          | obwód                             |
| RU-LIP  | Obwód lipiecki                              | obwód                             |
| RU-MAG  | Obwód magadański                            | obwód                             |
| RU-ME   | Republika Mari El                           | republika                         |
| RU-MO   | Republika Mordowii                          | republika                         |
| RU-MOS  | Obwód moskiewski                            | obwód                             |
| RU-MOW  | Miasto Moskwa                               | miasto wydzielone                 |
| RU-MUR  | Obwód murmański                             | obwód                             |
| RU-NEN  | Nieniecki Okręg Autonomiczny                | okręg autonomiczny                |
| RU-NIZ  | Obwód niżnonowogrodzki                      | obwód                             |
| RU-NGR  | Obwód nowogrodzki                           | obwód                             |
| RU-NVS  | Obwód nowosybirski                          | obwód                             |
| RU-OMS  | Obwód omski                                 | obwód                             |
| RU-ORE  | Obwód orenburski                            | obwód                             |
| RU-ORL  | Obwód orłowski                              | obwód                             |
| RU-PER  | Kraj Permski                                | kraj                              |
| RU-PNZ  | Obwód penzeński                             | obwód                             |
| RU-PRI  | Kraj Nadmorski                              | kraj                              |
| RU-PSK  | Obwód pskowski                              | obwód                             |
| RU-ROS  | Obwód rostowski                             | obwód                             |
| RU-RYA  | Obwód riazański                             | obwód                             |
| RU-SA   | Republika Sachy (Jakucji)                   | republika                         |
| RU-SAK  | Obwód sachaliński                           | obwód                             |
| RU-SAM  | Obwód samarski                              | obwód                             |
| RU-SAR  | Obwód saratowski                            | obwód                             |
| RU-SE   | Republika Osetii Północnej – Alania         | republika                         |
| RU-SMO  | Obwód smoleński                             | obwód                             |
| RU-SPE  | Miasto Petersburg                           | miasto wydzielone                 |
| RU-STA  | Kraj Stawropolski                           | kraj                              |
| RU-SVE  | Obwód swierdłowski                          | obwód                             |
| RU-TA   | Republika Tatarstanu                        | republika                         |
| RU-TAM  | Obwód tambowski                             | obwód                             |
| RU-TOM  | Obwód tomski                                | obwód                             |
| RU-TUL  | Obwód tulski                                | obwód                             |
| RU-TVE  | Obwód twerski                               | obwód                             |
| RU-TY   | Republika Tuwy                              | republika                         |
| RU-TYU  | Obwód tiumeński                             | obwód                             |
| RU-UD   | Republika Udmurcka                          | republika                         |
| RU-ULY  | Obwód uljanowski                            | obwód                             |
| RU-VGG  | Obwód wołgogradzki                          | obwód                             |
| RU-VLA  | Obwód włodzimierski                         | obwód                             |
| RU-VLG  | Obwód wołogodzki                            | obwód                             |
| RU-VOR  | Obwód woroneski                             | obwód                             |
| RU-YAN  | Jamalsko-Nieniecki Okręg Autonomiczny       | okręg autonomiczny                |
| RU-YAR  | Obwód jarosławski                           | obwód                             |
| RU-YEV  | Żydowski Obwód Autonomiczny                 | obwód autonomiczny                |
| RU-ZAB  | Kraj Zabajkalski                            | kraj                              |